# Ivar Wickman

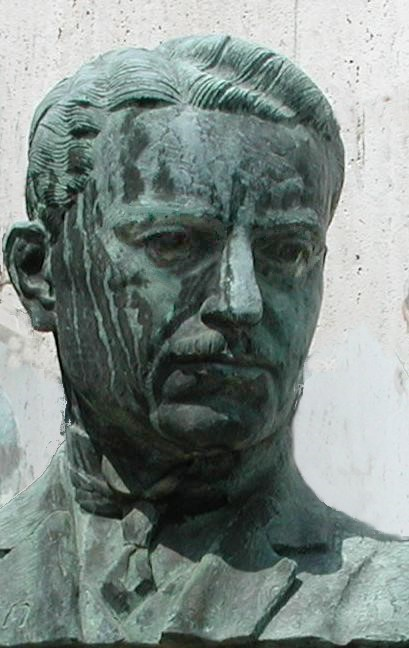
Ivar Wickman i Polio Hall of Fame.

Otto Ivar Wickman, född 10 juli 1872 i Lund, död 20 april 1914 på Grand Hotel Saltsjöbaden, var en svensk läkare.
Wickman blev student vid Lunds universitet 1890 och medicine kandidat där 1895. Han blev därefter medicine licentiat 1901 vid Karolinska institutet i Stockholm, medicine doktor 1906 samt docent i neurologi vid nämnda institut 1907. Wickmans bana bröts av en övermäktig självkritik och yttre motgångar. Han var stammare och kunde därför inte hävda sin lärarskicklighet på det sätt som krävdes för en professur. Han var distriktsläkare i Östermalms östra distrikt i Stockholm 1907-1909. Han författade dock en rad betydelsefulla skrifter, särskilt inom neurologin och om polions patologi och epidemiologi.